# Pont Saint-Côme
Le pont Saint-Côme franchit la Seine sur une longueur de 55 mètres entre l'île Belle et l'île du Fort dans la commune de Meulan-en-Yvelines.